# Collection mycologique nationale des États-Unis
La  collection mycologique nationale des États-Unis est « la plus grande collection du monde de spécimens de champignons secs. »
Elle est administrée par le département américain de l'Agriculture, l'USDA.
La collection a été créée en 1869 à partir de collections de champignons transférées de la Smithsonian Institution à l'USDA. Frank Lamson-Scribner (1885-1891) et Franklin Sumner Earle (1891-1896) ont été les deux premiers administrateurs de la collection, suivis par Flora Wambaugh Patterson en 1896. Cette dernière a considérablement augmenté la taille de la collection passant d'environ 19 000 spécimens de référence à près de 115 000.
Durant son mandat, Flora Patterson, aidée de Vera Charles (en) et d'autres mycologues, identifièrent de nombreux champignons représentant une menace pour l'industrie agroalimentaire mettant en cause diverses maladies fongiques au nombre desquelles on trouve la maladie des bulles de champignons (1909) causée par le mycoparasite Lecanicillium fungicola, la galle verruqueuse causée par Synchytrium endobioticum, de même que celle causée par Cryphonectria parasitica. Ces maladies invasives et d'autres ont conduit à l'adoption de la loi sur la quarantaine des plantes de 1912,.
Vera Charles a également travaillé sur les agents pathogènes fongiques des insectes. D'autres scientifiques de l'USDA se sont signalés par leurs travaux en mycologie tels Anna Eliza Jenkins, engagée en 1912, qui est devenue une autorité concernant une famille de champignons responsables de l'anthracnose. Edith Katherine Cash, engagée en 1913, étudia le groupe des discomycètes et William Webster Diehl (en), engagé en 1917, a publié plusieurs études sur le genre Balansia qui provoque la stérilité chez les plantes herbacées.
Succédant à Flora Patterson, James Robert Weir (en) poursuivit le travail qui le conduisit à l'utilisation de Neurospora (en) comme un organisme modèle pour la recherche génétique.